# Lúcio Calpúrnio Pisão Frúgio (cônsul em 133 a.C.)
Lúcio Calpúrnio Pisão Frúgio  (em latim: Lucius Calpurnius Piso Frúgio) foi um político da gente Calpúrnia da República Romana eleito cônsul em 133 a.C. com Públio Múcio Cévola. É chamado por vezes de Censorino por que alguns autores acreditam que ele teria sido censor em 120 a.C..

## Carreira
Frúgio foi tribuno da plebe em 149 a.C., ano no qual aprovou a Lex Calpurnia de Repetundis, a primeira lei romana que visava punir as extorsões realizadas pelos governadores romanos nas províncias.
Em 133 a.C., foi eleito cônsul com Públio Múcio Cévola e o Senador ordenou que ele permanecesse na Itália para lidar com uma revolta entre os escravos. Pisão conseguiu derrotar os rebeldes, mas não de maneira definitiva, antes de passar o comando da campanha ao cônsul do ano seguinte, Públio Rupílio.
Foi partidário dos aristocratas (os optimates) opondo-se com força a Caio Graco (que liderava os populares) e, especialmente, à lex Frumentar que ele patrocinava..

## Obras
Foi o autor de uma obra em sete volumes chamada "Annales" que tratava da história de Roma, da origem até a sua época. Estes volumes serviram de fonte para Lívio e Dionísio de Halicarnasso na confecção de suas próprias versões da história de Roma. O conteúdo destes "Annales" se propunha a demonstrar uma pretensa honestidade existente nos períodos mais antigos em contraste com a corrupção existente em Roma na época de Pisão.
Mas era, obviamente, uma obra enviesada em seus princípios, como revela o fato de que, no ano do mandato de Pisão, ocorreu o assassinato do tribuno Tibério Graco e que, apesar da extrema gravidade da situação, que violava inclusive os preceitos sagrados da inviolabilidade pessoal que a acompanha o poder tribunício ("tribunicia potestas"), nem ele e nem seu colega nada fizeram para investigar o caso.
Foi justamente por isto que Lívio o considerava um autor menos confiável que Quinto Fábio Pictor, especialmente por seu moralismo de fachada e por sua tendenciosidade histórica. Segundo o historiador alemão Barthold Georg Niebuhr, Pisão foi o primeiro escritor romano que introduziu a prática de dar uma interpretação racionalista aos mitos e lendas da história romana.